# 少年と少女のポルカ
『少年と少女のポルカ』（しょうねんとしょうじょのぽるか）は、藤野千夜の小説集。1996年3月、ベネッセコーポレーションより刊行された。講談社文庫版も刊行されている。
デビュー作、「午後の時間割」を併録。ハードカバー版のカバー絵は岡崎京子による。

## 収録作品
- 少年と少女のポルカ
- 午後の時間割